# Operace Nordwind
Operace Nordwind (německy Severní vítr) byla posledním významným pokusem o německou ofenzívu na západní frontě během druhé světové války. Začala 31. prosince 1944 a skončila 25. ledna 1945. Poté, co neuspěl německý útok v oblasti Arden, byl Adolfem Hitlerem naplánován útok proti americké 7. armádě generálporučíka Alexandra M. Patche v oblasti horních Vogéz (oslabené odesláním části jednotek na pomoc americké 3. armádě) s cílem prolomit její linie, a skrze ně proniknout do týlu americké 3. armády generála George S. Pattona bojující v Ardenách. Na útoku, který skončil německým fiaskem, se podílely části německých skupin armád „G“ Gerda von Rundstedta a „Oberrhein“ Heinricha Himmlera.